# Черепівська сільська рада
Черепі́вська сільська́ ра́да — колишній орган місцевого самоврядування в Буринському районі Сумської області. Адміністративний центр — село Черепівка.

## Загальні відомості
- Населення ради: 960 осіб (станом на 2001 рік)

## Населені пункти
Сільській раді підпорядковані населені пункти:
- с. Черепівка
- с. Карпенкове

### Колишні населені пункти
- с. Зайцеве, зникло в 1980-х роках

## Склад ради
Рада складається з 12 депутатів та голови.
- Голова ради: Резнік Юрій Володимирович
- Секретар ради: Линник Тетяна Сергіївна

### Керівний склад попередніх скликань
| Прізвище, ім'я, по батькові | Основні відомості                                                                                  | Дата обрання | Дата звільнення |
| --------------------------- | -------------------------------------------------------------------------------------------------- | ------------ | --------------- |
| Резнік Юрій Володимирович   | Сільський голова, 1967 року народження, освіта вища, член Всеукраїнського об'єднання «Батьківщина» | 26.03.2006   | 31.10.2010      |
| Резнік Юрій Володимирович   | Сільський голова, 1967 року народження, освіта вища, член Партії регіонів                          | 31.10.2010   |                 |

Примітка: таблиця складена за даними сайту Верховної Ради України